# Чацкий, Тадеуш
Таде́уш Ча́цкий (Фадде́й Фели́ксович Ча́цкий, пол. Tadeusz Czacki; 28 августа 1765, Порыцк (ныне село Павловка Волынской области) — 8 февраля 1813, Дубно, Варшавское герцогство) — польский публицист, историк, общественный, экономический и государственный деятель, любитель библиотеки.
Урядник Королевства Польского, соучредитель Высшей Волынской гимназии (в 1819 году реформирована в Кременецкий лицей).

## Биография

Свинка — родовой герб Чацких

Сын коронного подчашего Феликса Щенсного Чацкого и дочки великого коронного канцлера Яна Малаховского Катажины. В детстве был лишён отцовской заботы из-за ареста по приказу Репнина за агитацию против равных прав для неуниатов и диссидентов. Мать умерла рано (в 1768 году). Со старшим братом Михалом воспитывался в Гданьске под опекой дяди — коронного стражника Францишека на протяжении 5,5 лет. Порицк, захваченный войсками Кречетникова, был ограблен и уничтожен. После освобождения отца воспитывался в семейном доме в Порицке под опекой иезуита — ксендза Фаустина Гродзицкого из Львовской иезуитской коллегии. В 16-летнем возрасте стал практикантом надворного и задворного судов в Варшаве; в этот период свободное время посвящал самообразованию, часто находился в библиотеке Залуских, сблизился с Яном Альбертранди и Адамом Нарушевичем. По поручению королевской канцелярии (короля) приводил в порядок королевский личный архив, часть коронной метрики.
Член «Соляной компании» (Королевского общества по добыче поваренной соли и каменного угля).
В 1784 году стал членом Комиссии полезных ископаемых (пол. Kruszcowej), где несмотря на юный возраст, развил активную деятельность. В 1786 году Сейм выбрал Чацкого (имел должность Новогрудского старосты) в комиссию Королевского казначейства, в которой активно работал на протяжении 7 лет.
Состоял в Эдукационной комиссии (Комиссия национальной эдукации), руководящем органе просвещения в Речи Посполитой в 1773—1794 годах.
В 1786 году был избран в финансовую комиссию польского сейма и за пять лет развил бурную деятельность, в значительной степени оставшуюся безрезультатной на фоне общего распада польского государства. Присягнув польской конституции 1791 года, после торжества тарговицкой конфедерации вышел из состава финансовой комиссии и после Второго раздела Польши был лишён имений, которые были ему частично возвращены только по воцарении Павла I.
Автор нескольких исторических трудов компилятивного характера. В книге О nazwisku Ukrainy і początki kozaków («О названии „Украина“ и зарождении козачества», 1801) предложил новую теорию, согласно которой украинский народ вообще не имеет ничего общего со славянством, а его предками были кочевники из особой орды укров, пришедшей на территорию современной Украины из-за Волги в VII веке. Однако никаких достоверных исторических данных об этой орде научному сообществу предъявить он так и не смог.
В 1800—1801 годах опубликовал двухтомный труд «O litewskich i polskich prawach…», глава которого, посвящённая польским и литовским монетам, считается первым польским исследованием по нумизматике.
В 1802 открыл в Одессе общество по перевозке грузов «Чацкий, Джевецкий и компания», которое просуществовало весьма недолго.
В 1803 российские власти признали автономию польского образования и Чацкий был назначен школьным инспектором Волынской, Подольский и Киевской губерний. Предложил открыть гимназии в каждом из губернских центров — Житомире , Виннице и Киеве, где преподавать польский, русский и французский языки, польскую литературу, историю, географию, право, математику, физику, практическую механику, историю природы, ботанику, полеводство, химию, хирургию, верховую езду и коневодство.
Известен как один из учредителей Волынского лицея в городе Кременце, на базе которого впоследствии был образован Киевский университет.
В 1805 хлопотал о переводе в Кременец своего знакомого Кшиштофа Целестина Мронговиуша.
В некотором роде был учителем основателя восточнославянской фольклористики З. Доленги-Ходаковского.

## Награды
- Орден Святого Станислава (1786)
- Орден Белого Орла (1792)

## Семья
В 1792 женился на Варваре Дембинской герба «Равич». В браке воспитывали троих детей.